# Fakulteta za kulturologijo v Celovcu
Fakulteta za kulturologijo (izvirno nemško Fakultät für Kulturwissenschaften), s sedežem v Celovcu, je fakulteta, ki je članica Univerze v Gradcu.